# Reforma 115
La Torre Reforma 115 es un edificio ubicado en Avenida Paseo de la Reforma #115, colonia Lomas de Chapultepec, alcaldía Miguel Hidalgo, en la Ciudad de México, muy cerca de Polanco, el edificio está equipado con 10 elevadores (ascensores), con seis de ellos de alta velocidad, se mueven a 3,5 m/s, con capacidad para 24 pasajeros cada uno. En el Edificio Reforma 115 se encuentran oficinas mixtas.

## La Forma
- Su altura es de 120 m y tiene 27 pisos.

- El área total del rascacielos es de 48.000 m².

- Los pisos cuentan con una altura libre de 3,6 m.

- La fachada de la torre consta de una estructura basándose en atiezadores de cristal templado de 19 mm extraclaro (diamante), la cual sujeta a una envolvente de cristal doble. La primera capa es de un cristal extraclaro de 4,1 m de altura x 1,6 m de ancho, fabricado por Saint Gobain Glas. La segunda capa consta de un vidrio templado con las mismas dimensiones que el primero pero con la peculiaridad se ser un "Low E", el cual controla la emisión de rayos ultravioleta para lograr una fachada sumamente eficiente en cuanto al ahorro de energía, así como el control acústico.

## Detalles Importantes
- Su construcción comenzó en el 2002 y tuvo fin en el 2005.

- Dada la sismicidad de la Ciudad de México, el edificio fue equipado con medidas de seguridad que incluyen 20 amortiguadores sísmicos.

- Está anclado al suelo con 45 pilotes de concreto que penetran a 25 m superando el relleno pantanoso del antiguo lago de la Ciudad de México.

- Ha soportado un terremoto el del 13 de abril del 2007 de 6.3 en la escala de Richter, el edificio puede soportar un terremoto de 8.5 en la escala de Richter.

- Cuenta con 10 niveles subterráneos de estacionamiento, tiene el helipuerto más alto de la zona y cuenta también con 3 elevadores para 17 personas que se mueven a una velocidad de 1,6 m/s para dar servicio desde los estacionamientos hasta el nivel del vestíbulo principal de la planta baja, además de contar con un elevador de carga con capacidad para 21 pasajeros, estos se mueven a una velocidad de 2,5 m/s con medidas de cabina de 1,80 x 1,88 m, este elevador da servicio desde el sótano uno hasta todos los niveles de oficinas.

- La constructora del edificio fue: Brom Asociados, el edificio fue equipado con aparatos de Honeywell.

## Edificio Inteligente

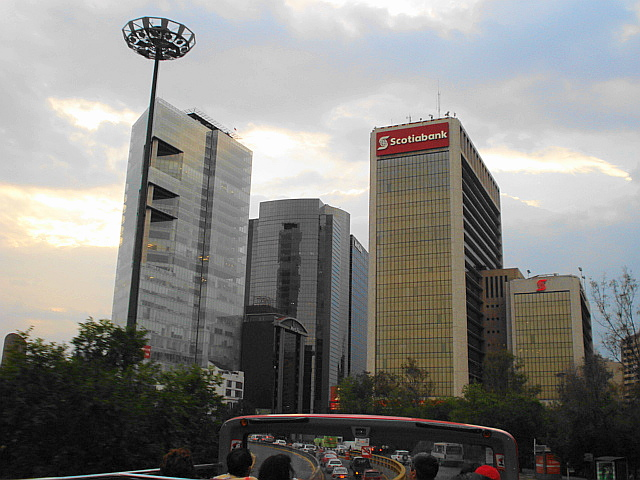
Torre Reforma 115 a la izquierda.

El edificio tiene una manejadora de aire automática en cada nivel para surtir.

### Sistemas
- Sistema de generación y distribución de agua helada ahorrador de energía.
- Sistema de volumen variable de aire (unidades manejadoras de aire y preparaciones de ductos de alta velocidad en cada nivel de oficinas).
- Sistema de extracción sanitarios generales en cada nivel de oficinas.
- Sistema de ventilación mecánica de aire automático en estacionamientos,
- Sistema de extracción mecánica cuarto de basura.
- Sistema de acondicionamiento de aire automático tipo Mini-Split para cuarto de control, administración, venta y sala de juntas.

- Es considerado un edificio inteligente, debido a que el sistema de luz es controlado por el "sistema B3", al igual que el de Torre Mayor, Torre Ejecutiva Pemex, World Trade Center México, Torre Altus, Arcos Bosques, Arcos Bosques Corporativo, Torre Latinoamericana, Edificio Reforma 222 Torre 1, Haus Santa Fe, Edificio Reforma Avantel, Residencial del Bosque 1, Residencial del Bosque 2, Reforma 222 Centro Financiero, Torre HSBC, Panorama Santa fe, City Santa Fe Torre Amsterdam, Santa Fe Pads, St. Regis Hotel & Residences, Torre Lomas.

### Sistema de Detección de Incendios
La torre cuenta con sistemas de detección y extinción automáticos de incendios. Todas las áreas comunes, incluyendo los sótanos de estacionamiento, cuentan con sistema de rociadores y de detectores de humo conectados al sistema central inteligente del edificio. Además, como complemento del sistema se instalaron gabinetes con manguera, con un extintor de polvo químico seco tipo ABC de 6 kg. 

### Sistema de Extracción de Humos
En el cuarto se instalaron:
- Una bomba Jockey para mantener la presión.
- Una bomba con motor eléctrico para el servicio norma.
- Una bomba con motor de combustión interna para el servicio de emergencia.

- Todos los tableros y accesorios para el funcionamiento de los equipos contra incendio son totalmente automáticos y son conectados al sistema inteligente de la torre.

## Datos clave
- Altura- 120 m
- Área Total- 4,8 ha
- Pisos: 10 niveles subterráneos de estacionamiento y 28 pisos
- Condición: en uso

## Rango
- En México: 44.º lugar, 2011: 66.º lugar
- En Ciudad de México: 35º lugar, 2011: 49.º lugar
- En la Avenida el Paseo de la Reforma: 8.º lugar, 2011: 10.º lugar